# Сонам Лхамо
Сонам Лхамо (род. 1988) — бутанская актриса. Приобрела известность, сыграв одну из главных ролей в фильме 2003 года «Маги и странники». В нём Лхамо исполняла роль 19-летней дочки фермера, сопровождающей своего отца в город. На момент съёмки фильма в 2002 году ей было 14 лет.